# Тода, Эрика
Эрика Тода (яп. 戸田 恵梨香 Тода Эрика, род. 17 августа 1988 года) — японская актриса из Кобе исполнявшая главную роль (Нао Кандзаки яп. 神崎 直) в дораме «Игра лжецов» (Liar Game), роль Мисы Аманэ (яп. 弥 海砂) в фильмах по мотивам манги «Тетрадь смерти» (Death Note), SPEC: Keizoku, а также множество второстепенных ролей в различных японских фильмах и дорамах.

## Личная жизнь
10 декабря 2020 года Тода вышла замуж за актёра Тори Мацудзаку, её партнёр по фильму 2015 года «Первоапрельская шутка».
28 ноября 2022 года её агентство объявило, о беременности первым ребёнком. 4 мая 2023 года Тода родила своего первенца.

## Фильмография

### Дорамы
- 2000 — Audrey (NHK)
- 2004 — Division 1
- 2005 — Engine — Харуми Хида
- 2005 — Calling You
- 2005 — Zutto Ai Takatta (Fuji TV)
- 2005 — Продвижение Нобуты / Nobuta wo Produce — Марико Уэхара
- 2006 — Королевский класс / Jyoou no Kyoushitsu Special Part 1
- 2006 — Круг гяру / Galcir (Gal Circle) — Саки
- 2006 — Kiseki no Dōbutsuen (Fuji TV)
- 2006 — Seishun Energy Mo Hitotsu no Sugar & Spice (Fuji TV)
- 2006 — Любовь всей моей жизни / Tatta Hitotsu no Koi (NTV) — Юко Мотомиа
- 2006 — Kiseki no Dōbutsuen 2 (Fuji TV)
- 2007 — Ангелы, потерявшие крылья / Tsubasa no Oreta Tenshitachi 2 Sakura (Fuji TV)
- 2007 — Цветочки после ягодок 2 / Hana Yori Dango 2 (TBS) — Уми Накадзима
- 2007 — Игра Лжецов / Liar Game (Fuji TV) — Нао Кандзаки
- 2007 — Ushi ni Negai wo~Love&Farm~ (Fuji TV) — Кадзуми Тяба
- 2008 — Месть Юкинодзе / Yukinojo Henge(NHK) — Намидзи
- 2008 — Kiseki no Dōbutsuen 3 (Fuji TV)
- 2008 — Код Синий / Code Blue (Fuji TV) — Михоко Хияма
- 2008 — Arigato, Okan (KTV)
- 2008 — Узы Падающих Звёзд / Ryūsei no Kizuna (TBS) — Сидзуна Ариакэ[4]
- 2009 — Код синий / Code Blue SP (Fuji TV)
- 2009 — Босс / BOSS (Fuji TV) — Мами Кимото
- 2009 — Игра Лжецов 2 / Liar Game 2 — Нао Кандзаки
- 2010 — Код Синий / Code Blue 2 (Fuji TV) — Михоко Хияма
- 2010 — Нераскрытые дела 2 / Keizoku 2: SPEC — Тома Сая
- 2011 — Ты научил меня важным вещам / Taisetsu na Koto wa Subete Kimi ga Oshiete Kureta
- 2012 — Закрытая комната / KAGI NO KAKATTA HEYA / The Locked Room Murders
- 2015 — Преступление с уведомлением: Боль —  Инспектор Эрика Ёсихо
- 2015 — Бог риска / The God of Risk - Кагари Каори

### Фильмы
- 2006 — Тетрадь смерти — Аманэ Миса
- 2006 — Тетрадь смерти 2 — Аманэ Миса
- 2007 — Десять ночей грез / Yume Juya
- 2007 — Tengoku wa Matte Kureru — Минако Уэно
- 2007 — Uni Senbei — Хадзуки Мацусита
- 2008 — L: Изменить мир / L: Change the World — Аманэ Миса (Cameo Appearance)
- 2008 — Чайный поединок / Tea Fight — Микико Яги
- 2009 — Koikyokusei
- 2009 — Гоемон / GOEMON — Юкири
- 2009 — Амалуфи: Награды богини / Amalfi: Megami No 50-Byou
- 2009 — Shizumanu Taiyo
- 2009 — Фобия 2 / Ha phraeng
- 2009 — Oarai ni mo Hoshi wa Furu Nari
- 2010 — Игра лжецов: Заключительный этап / Liar Game: The Final Stage — Нао Канадзаки
- 2011 — DOG x POLICE: The K-9 Force — Natsuki Mizuno
- 2011 — Электричка Ханкю: 15-минутное чудо / Hankyu Densha: katamichi juu-go-fun no kiseki / Hankyu Train - A 15-Minute Miracle
- 2013 — Цепь цветов / Hana no Kusari / Chain of Flowers — Сацуки
- 2015 — Преступление с уведомлением / Advanced Notice Criminal / Prophecy — Инспектор Эрика Ёсихо
- 2016 — Тетрадь смерти: Зажги новый мир - Аманэ Миса

### Телефильмы
- 2011 — SPEC: Shou(TBS)
- 2010 — Kiseki no Dobutsuen 2010: Asashiyama Dobutsuen Monogatari (Fuji TV) — Sawako Izumi
- 2009 — Code Blue SP(Fuji TV)
- 2008 — Arigato, Okan(Fuji TV)
- 2008 — Bizarre Tales 2008 Spring Special | Yonimo Kimyona Monogatari
- 2008 — Kiseki no Dobutsuen 2008: Asahiyama Doubutsuen Monogatari (Fuji TV) — Sawako Izumi
- 2008 — An Actor's Revenge| Yukinojo Henge (NHK)
- 2007 — Kiseki no Dobutsuen 2007: Asahiyama Doubutsuen Monogatari (Fuji TV) — Sawako Izumi
- 2006 — Kiseki no Dobutsuen(Fuji TV) — Sawako Izumi

### Музыкальные клипы
- Naohito Fujiki «HEY!FRIENDS»
- Yurika Oyama «SAYONARA», «HARUIRO»
- May «Sarai no Kaze»
- Funky Monkey Babys «Mō Kimi ga Inai»
- Mika Nakashima «Orion»

### Реклама
- JR Nishi Nihon (2004)
- Asahi Camera (2004)
- Hokka Hokka Tei(2004)
- Nihon Victor Company
- Johnson & Johnson(2005)
- KDDI(2005)
- Tokyo Disney (2005)
- Santori (2007)
- Mazda (2008)
- CUPNOODLE (2009)

### Озвучка
- Genji: Days of the Blade — Сидзука Годзэн (PS3)
- Артур и минипуты — Принцесса Селения\

## Награды
- 59th Television Drama Academy Awards: Лучшая актриса второго плана за Ryusei не Kizuna
- 12th Nikkan Sports Drama Grand Prix (Octubre-Diciembre '08): Лучшая актриса второго плана за Ryusei не Kizuna
- 67th Television Drama Academy Awards: Лучшая актриса за Keizoku 2: SPEC